# Lista monumentelor istorice din județul Iași - T

Simbol pentru monumentele istorice

Lista monumentelor istorice din județul Iași - T cuprinde monumentele istorice înscrise în Patrimoniul cultural național al României și aflate în localități ce încep cu litera T din județul Iași.
Lista completă este menținută și actualizată periodic de către Ministerul Culturii, Cultelor și Patrimoniului Național din România, prin intermediul Institutului Național al Patrimoniului, ultima versiune datând din 2015. Această listă cuprinde și actualizările ulterioare, realizate prin ordin al ministrului culturii.
Puteți căuta un monument din județul Iași folosind formularul de mai jos sau puteți naviga prin toate monumentele din județ la lista monumentelor istorice din județul Iași.
| Cod LMI                                  | Denumire                                               | Localitate                      | Localizare | Datare, Creatori                               | Imagine               | Erori             |
| ---------------------------------------- | ------------------------------------------------------ | ------------------------------- | --- | ---------------------------------------------- | --------------------- | ----------------- |
| IS-I-s-B-03668 (RAN: 96897.02)           | Fortificația „Palanca”                                 | sat Tătăruși; comuna Tătăruși   | „Palanca”, la 2 km NV de sat (și 8 km V-NV de Tătăruși), până la cca. 400 m NNV                                                                          | sec. IV p.Chr, sec. XV și sec. XVII            | Încarcă foto \| video | Raportează eroare |
| IS-I-s-B-03669 (RAN: 99548.01)           | Situl arheologic de la Todirești, punct „La Șanțuri”   | sat Todirești; comuna Todirești | „La Șanțuri”, între 5-7 km NV de sat, cu extindere spre sat Slobozia, com. Șiretei                                                                       |                                                | Încarcă foto \| video | Raportează eroare |
| IS-I-m-B-03669.01 (RAN: 99548.01.02)     | Fortificații de pământ                                 | sat Todirești; comuna Todirești | „La Șanțuri”, între 5-7 km NV de sat, cu extindere spre sat Slobozia, com. Șiretei                                                                       | Latène, cultura geto-dacică                    | Încarcă foto \| video | Raportează eroare |
| IS-I-m-B-03669.02 (RAN: 99548.01.01)     | Fortificații de pământ                                 | sat Todirești; comuna Todirești | „La Șanțuri”, între 5-7 km NV de sat, cu extindere spre sat Slobozia, com. Șiretei                                                                       | Eneolitic, cultura Cucuteni, faza A            | Încarcă foto \| video | Raportează eroare |
| IS-I-s-B-03670 (RAN: 95300.01)           | Situl arheologic de la Tomești, punct „Dealul Doamnei” | sat Tomești; comuna Tomești     | „Dealul Doamnei”, pe coasta de NNE, la 2,5 km E de sat, pe ambele părți ale șoselei Iași- Tutova, la 300-500 m de confluența râului Bahlui cu râul Jijia |                                                | Încarcă foto \| video | Raportează eroare |
| IS-I-m-B-03670.01 (RAN: 95300.01.05)     | Așezare                                                | sat Tomești; comuna Tomești     | „Dealul Doamnei”, pe coasta de NNE, la 2,5 km E de sat, pe ambele părți ale șoselei Iași- Tutova, la 300-500 m de confluența râului Bahlui cu râul Jijia | sec. XVI - XVII, Epoca medievală               | Încarcă foto \| video | Raportează eroare |
| IS-I-m-B-03670.02 (RAN: 95300.01.06)     | Așezare                                                | sat Tomești; comuna Tomești     | „Dealul Doamnei”, pe coasta de NNE, la 2,5 km E de sat, pe ambele părți ale șoselei Iași- Tutova, la 300-500 m de confluența râului Bahlui cu râul Jijia | sec. XV, Epoca medievală                       | Încarcă foto \| video | Raportează eroare |
| IS-I-m-B-03670.03 (RAN: 95300.01.04)     | Așezare                                                | sat Tomești; comuna Tomești     | „Dealul Doamnei”, pe coasta de NNE, la 2,5 km E de sat, pe ambele părți ale șoselei Iași- Tutova, la 300-500 m de confluența râului Bahlui cu râul Jijia | sec. X – XI, Epoca medieval timpurie           | Încarcă foto \| video | Raportează eroare |
| IS-I-m-B-03670.04 (RAN: 95300.01.03)     | Așezare                                                | sat Tomești; comuna Tomești     | „Dealul Doamnei”, pe coasta de NNE, la 2,5 km E de sat, pe ambele părți ale șoselei Iași- Tutova, la 300-500 m de confluența râului Bahlui cu râul Jijia | sec. VIII – X, Epoca medieval timpurie         | Încarcă foto \| video | Raportează eroare |
| IS-I-m-B-03670.05 (RAN: 95300.01.02)     | Așezare                                                | sat Tomești; comuna Tomești     | „Dealul Doamnei”, pe coasta de NNE, la 2,5 km E de sat, pe ambele părți ale șoselei Iași- Tutova, la 300-500 m de confluența râului Bahlui cu râul Jijia | Epoca bronzului târziu, cultura Noua           | Încarcă foto \| video | Raportează eroare |
| IS-I-m-B-03670.06 (RAN: 95300.01.01)     | Așezare                                                | sat Tomești; comuna Tomești     | „Dealul Doamnei”, pe coasta de NNE, la 2,5 km E de sat, pe ambele părți ale șoselei Iași- Tutova, la 300-500 m de confluența râului Bahlui cu râul Jijia | Eneolitic                                      | Încarcă foto \| video | Raportează eroare |
| IS-I-s-B-03671 (RAN: 99995.01)           | Situl arheologic de la Topile, punct „Dealul Catargii” | sat Topile; comuna Valea Seacă  | „Dealul Catargii”, la 1 km NV de sat, la marginea platoului 47.26111°N 26.97083°E                                                                        |                                                | Încarcă foto \| video | Raportează eroare |
| IS-I-m-B-03671.01                        | Așezare                                                | sat Topile; comuna Valea Seacă  | „Dealul Catargii”, la 1 km NV de sat, la marginea platoului                                                                                              | Eneolitic final, cultura Horodiștea – Erbiceni | Încarcă foto \| video | Raportează eroare |
| IS-I-m-B-03671.02                        | Așezare                                                | sat Topile; comuna Valea Seacă  | „Dealul Catargii”, la 1 km NV de sat, la marginea platoului                                                                                              | Paleolitic superior, gravettian final          | Încarcă foto \| video | Raportează eroare |
| IS-I-s-B-03672 (RAN: 99169.01, 99619.01) | Situl arheologic de la Trifești, punct „Dealul Curții” | sat Trifești; comuna Trifești   | „Dealul Curții”, la 100 m de marginea de E a satului, spre șesul „Toloaca Mică”                                                                          |                                                | Încarcă foto \| video | Raportează eroare |
| IS-I-m-B-03672.01                        | Așezare                                                | sat Trifești; comuna Trifești   | „Dealul Curții”, la 100 m de marginea de E a satului, spre șesul „Toloaca Mică”                                                                          | sec. XVI, XVII, Epoca medievală                | Încarcă foto \| video | Raportează eroare |
| IS-I-m-B-03672.02                        | Așezare                                                | sat Trifești; comuna Trifești   | „Dealul Curții”, la 100 m de marginea de E a satului, spre șesul „Toloaca Mică”                                                                          | sec. XIV – XV, Epoca medievală                 | Încarcă foto \| video | Raportează eroare |
| IS-I-m-B-03672.03                        | Așezare                                                | sat Trifești; comuna Trifești   | „Dealul Curții”, la 100 m de marginea de E a satului, spre șesul „Toloaca Mică”                                                                          | sec. IV - V, Epoca romano-bizantină            | Încarcă foto \| video | Raportează eroare |
| IS-I-m-B-03672.04                        | Așezare                                                | sat Trifești; comuna Trifești   | „Dealul Curții”, la 100 m de marginea de E a satului, spre șesul „Toloaca Mică”                                                                          | Eneolitic, cultura Cucuteni, faza B            | Încarcă foto \| video | Raportează eroare |
| IS-I-m-B-03672.05                        | Așezare                                                | sat Trifești; comuna Trifești   | „Dealul Curții”, la 100 m de marginea de E a satului, spre șesul „Toloaca Mică”                                                                          | Paleolitic superior, gravettian                | Încarcă foto \| video | Raportează eroare |
| IS-I-s-B-03673 (RAN: 99619.02)           | Situl arheologic de la Trifești, punct „La Curte”      | sat Trifești; comuna Trifești   | „La Curte”, „La Margine”, la marginea de E și SE a satului                                                                                               |                                                | Încarcă foto \| video | Raportează eroare |
| IS-I-m-B-03673.01 (RAN: 99619.02.04)     | Așezare                                                | sat Trifești; comuna Trifești   | „La Curte”, „La Margine”, la marginea de E și SE a satului                                                                                               | sec. X - XIII, Epoca medievală                 | Încarcă foto \| video | Raportează eroare |
| IS-I-m-B-03673.02 (RAN: 99619.02.03)     | Așezare                                                | sat Trifești; comuna Trifești   | „La Curte”, „La Margine”, la marginea de E și SE a satului                                                                                               | sec. VI - VII, sec. VIII –X, Epoca medievală   | Încarcă foto \| video | Raportează eroare |
| IS-I-m-B-03673.03 (RAN: 99619.02.01)     | Așezare                                                | sat Trifești; comuna Trifești   | „La Curte”, „La Margine”, la marginea de E și SE a satului                                                                                               | Hallstatt                                      | Încarcă foto \| video | Raportează eroare |
| IS-I-m-B-03673.04 (RAN: 99619.02.02)     | Necropolă                                              | sat Trifești; comuna Trifești   | „La Curte”, „La Margine”, la marginea de E și SE a satului                                                                                               | Hallstatt                                      | Încarcă foto \| video | Raportează eroare |
| IS-II-m-B-04259 (RAN: 95925.01)          | Biserica „Sf. Nicolae”                                 | sat Tansa; comuna Belcești      | | 1809                                           | Încarcă foto \| video | Raportează eroare |
| IS-II-a-B-04260                          | Ansamblul bisericii „Sf. Nicolae”                      | oraș Târgu Frumos               | | sec. XIX                                       |                       | Raportează eroare |
| IS-II-m-B-04260.01                       | Biserica „Sf. Nicolae”                                 | oraș Târgu Frumos               | | 1801                                           |                       | Raportează eroare |
| IS-II-m-B-04261                          | Fosta școală de fete                                   | oraș Târgu Frumos               | | 1842-1859                                      | Încarcă foto \| video | Raportează eroare |
| IS-II-m-B-04262                          | Gară                                                   | oraș Târgu Frumos               | 47.20968°N 27.02325°E | 1870                                           | Alte imagini          | Raportează eroare |
| IS-II-m-B-04263                          | Ansamblul bisericii „Cuvioasa Paraschiva”              | oraș Târgu Frumos               | Str. Petru Rareș 5 | cca. 1541                                      |                       | Raportează eroare |
| IS-II-m-B-04263.01                       | Biserica „Cuvioasa Paraschiva”                         | oraș Târgu Frumos               | Str. Petru Rareș 5 | cca. 1541                                      | Alte imagini          | Raportează eroare |
| IS-II-m-B-04263.02                       | Zid de incintă                                         | oraș Târgu Frumos               | Str. Petru Rareș 5 | sec. XVI                                       |                       | Raportează eroare |
| IS-III-m-B-04327                         | Mausoleul Eroilor români din primul război mondial     | oraș Târgu Frumos               | În cimitir | înc. sec. XX                                   | Încarcă foto \| video | Raportează eroare |
| IS-IV-m-B-04363                          | Casa memorială a lui Garabet Ibrăileanu                | oraș Târgu Frumos               | Str. Cuza Vodă | înc. sec. XX                                   | Încarcă foto \| video | Raportează eroare |